# Westermeyr
Westermeyr ist ein deutscher Familienname.

## Herkunft und Bedeutung
Westermeyr ist eine Variante des Familiennamens Meier.

## Varianten
- Westermaier, Westermayer, Westermayr, Westermeier, Westermeyer

## Namensträger
- Gerdi Westermeyr (* 1955), deutsche Schneidermeisterin, Geschäftsführerin und langjährige Repräsentantin des Deutschen Handwerks